# Olszewo-Borzymy
Olszewo-Borzymy – wieś sołecka w Polsce położona w województwie mazowieckim, w powiecie mławskim, w gminie Stupsk.
W latach 1975–1998 miejscowość położona była w województwie ciechanowskim.